# Митрополит пергамски Јован
Јован Зизјулас (грч. Ιωάννης Ζηζιούλας; Катафигио, 10. јануар 1931 — Атина, 2. фебруар 2023) био је титуларни митрополит пергамски у Цариградској патријаршији. Био један је од највећих православних теолога 20. века, према мишљењу одређених теолога.

## Биографија
Митрополит пергамски Јован је рођен 10. јануара 1931. године. Студије је отпочео на Солунском универзитету док је богословско образовање стекао на Универзитету у Атини 1955. године. Своје студије је наставио на Харварду гдје је стекао звање магистра, а докторирао је у Атини 1965. године. Пуних 14 година је био професор теологије на универзитетима у Глазгову и Единбургу, а био је и независни професор на универзитетима у Женеви, Грегоријанског универзитета и Краљевског колеџа у Лондону.

## Епископ
У епископски чин је хиротонисан 22. јуна 1986. године. Митрополит је својом теолошком мишљу отворио могућности за поновни почетак екуменског дијалога који се по њему не своди само на третирање конкретних спорних питања већ започиње много дубље и тиме се дотиче и питања црквене ерминевтике. Увијек се изнова залагао за наставак дијалога са Римокатоличком црквом. Митрополит Јован је од 2006. копредсједник Мјешовите међународне комисије за дијалог Православне и Римокатоличке цркве. Уједно, представник је Цариградске патријаршије у Атини. Био је председник и члан Атинске академије.

## Дела
- Зизјулас, Јован (2001). „Еклисиолошки проблеми својствени односима источних халкидонских и источних (оријенталних) нехалкидонских цркава” (PDF). Богословље: Часопис Православног богословског факултета у Београду. 45 (1–2): 135—152. Архивирано из оригинала (PDF) 24. 09. 2019. г. Приступљено 24. 03. 2018.
- 'Ἡ ἑνότης τῆς Ἐκκλησίας ἐν τῇ Θείᾳ Εὐχαριστίᾳ καί τῷ Ἐπισκόπῳ κατά τούς τρεῖς πρώτους αἰώνας." (En Athi̲nais, 1965). Doctoral Dissertation. Published in French translation as "L' Eucharistie, L'évêque Et L'eglise Durant Les Trois Premiers Siècles." 2nd ed. Translated by Jean-Louis Palierne. (Paris: Desclée De Brouwer, 1994). Published in English translation as "Eucharist, Bishop, Church" (see below).
- L'Être ecclésial (Paris: Labor et Fides, 1981).  978-2-8309-0180-1. Published in English translation as "Being as Communion" (see below).
- H κτίση ως Eυχαριστία, Θεολογική προσέγγιση στο πρόβλημα της οικολογίας [Creation as Eucharist: a Theological approach to a problem of ecology] (Athens: Akritas, 1992).  978-960-7006-98-1. This work is based on lectures previously delivered in English. Available in three parts: King's Theological Review 12  (1): (1989): 1-5, no. 2 (1989): 41-45, 13  (1): (1990): 1-5.
- (Crestwood, NY: St Vladimir's Seminary Press). Zizioulas, Jean (1997). Being as Communion: Studies in Personhood and the Church. St. Vladimir's Seminary Press. ISBN 978-0-88141-029-7.
- Brookline, MA: Holy Cross). Zizioulas, Jean (2001). Eucharist, Bishop, Church: The Unity of the Church in the Divine Eucharist and the Bishop During the First Three Centuries (. Holy Cross Orthodox Press. ISBN 978-1-885652-51-5.
- Eλληνισμός και Xριστιανισμός, η συνάντηση των δύο κόσμων [Hellenism and Christianity: The meeting of two worlds] (Athens: ApostolikeDiakonia, 2003).
- Communion & Otherness: Further Studies in Personhood and the Church (London: T & T Clark, 2007).  978-0-567-03148-8; translated into Dutch by Hildegard C. Koetsveld OSB (Middelburg: Skandalon, 2019). Zizioulas, John (2020). Gemeenschap en andersheid: Theologie van de persoon. Skandalon. ISBN 978-94-92183-82-8..
- (London: T&T Clark). Zizioulas, John D. (2009). Lectures in Christian Dogmatics. A&C Black. ISBN 978-0-567-03315-4.
- The One And The Many. 2010. ISBN 978-0-9719505-4-2. (Sebastian Press).
- (London: T&T Clark). Zizioulas, John D. (2012). Remembering the Future: An Eschatological Ontology. Bloomsbury Academic. ISBN 978-0-567-03235-5.

Библиографије
- McPartlan, Paul. The Eucharist Makes the Church: Henri De Lubac and John Zizioulas in Dialogue. Edinburgh: T&T Clark, 1993.
- Papanikolaou, Aristotle. Being with God: Trinity, Apophaticism, and Divine-Human Communion. Notre Dame, IN: University of Notre Dame Press, 2006.
- Malecki, Roman. Kosciol jako wspolnota. Dogmatyczno-ekumeniczne studium eklezjologii Johna Zizioulasa (In English: The Church as Communion. A Dogmatic and Ecumenical Study of Ecclesiology of John Zizioulas). Lublin: RW KUL, 2000.